# Henrik Mossberg
Henrik Mossberg, född den 15 december 1971 i Trollhättan, är en svensk pianist, kompositör, arrangör och kyrkomusiker. Han arbetar som kyrkomusiker och som frilansmusiker. Som pianist är han i huvudsak verksam inom jazz, gospel och klassisk musik.
Mossberg har samarbetat med artister som bl.a. Svante Thuresson, Jan Allan, Putte Wickman, Nils Landgren, Lill Lindfors m.fl. Hans musik finns representerad på ett flertal CD-inspelningar. Bland lyriker som han tonsatt texter av märks bl.a. Pär Lagerkvist, Ebba Lindqvist, Atle Burman och Karin Nordström. Han har även komponerat beställningsverk åt bl.a. vokalensemblen Les Jolies.

## Diskografi

### I eget namn
- 2006 - Gospelmässa
- 2005 - Comments

### Med andra artister (urval)
- 2010 - Enklare solosånger (Eva Nyman, Magnus Boqvist m.fl.)
- 2009 - Suojassa enkelvartion (Susanna Levonen, Catarina Lundgren, Linda Seppänen m.fl.)
- 2008 - Riemuitsee taivas ja maa (Gabriel Suovanen m.fl.)
- 2005 - Soi, riemuiten soi! (Gabriel Suovanen, Vox Cantorum m.fl.)
- 2004 - Bara ett skimmer (Les Jolies)
- 2003 - Gud, du andas genom allt! (Härnösands domkyrkokör m.fl.)
- 2000 - Bred dina vida vingar (Göteborgs Gosskör, Olle Persson)
- 1998 - Med lust och fägring stor (Göteborgs Gosskör, Stefan Ljungqvist)
- 1996 - Especially for you (Vargöns storband)